# Чехословацкий Суперкубок
Чехословацкий Суперкубок (чеш. и словац. Česko-slovenský superpohár) — ежегодный футбольный турнир, проводившийся между победителями Кубка Чехии и Кубка Словакии перед стартом нового сезона. Турнир организовывался совместно Футбольной ассоциацией Чехии и Словацким футбольным союзом.

## История
Современный Чехословацкий Суперкубок был запланирован как реинкарнация Кубка Чехословакии, проводившегося с 1960 по 1993 годы. С сезона 1961/62 в финал Кубка непременно выходили команды из двух различных частей страны — Чехии и Словакии. В сезоне 1968/69 Кубок разыграли две команды из Чехии, что привело к реорганизации соревнования — начиная со следующего сезона турнир был разделён на чешскую и словацкую части, а их победители становились финалистами Кубка Чехословакии, де-факто разыгрывая Суперкубок страны. Кубок Чехословакии 1992/93 стал последним в истории проведения этого турнира в силу распада страны и роспуска Чехословацкого футбольного союза.
С 2015 года Футбольной ассоциацией Чехии и Словацким футбольным союзом обсуждалась идея учреждения турнира, основанного на традициях проведения Кубка Чехословакии. Эту инициативу поддержала бизнес-группа «MOL», являвшаяся титульным спонсором национальных Кубков двух стран. Первый розыгрыш Суперкубка состоялся 23 июня 2017 года, а его обладателем стал клуб «Фастав» из чешского Злина.

## Формат
Суперкубок разыгрывался в одном матче без дополнительного времени; в случае ничьи после 90 минут основного времени победитель определялся в серии пенальти.

## Финалы по годам
| Год  | Обладатель Кубка Чехии | Результат      | Обладатель Кубка Словакии | Место проведения                            |
| ---- | ---------------------- | -------------- | ------------------------- | ------------------------------------------- |
| 2017 | Фастав (Злин)          | 1:1 (пен. 6:5) | Слован (Братислава)       | «Мирослав Валента», Угерске-Градиште, Чехия |
| 2018 | Славия (Прага)         | отменён        | Слован (Братислава)       | «Пасиенки», Братислава, Словакия            |
| 2019 | Славия (Прага)         | 3:0            | Спартак (Трнава)          | «Антон Малатинский», Трнава, Словакия       |
| 2020 | Спарта (Прага)         | отменён        | Слован (Братислава)       | —                                           |

1. ↑  Суперкубок 2018 года был отменён за 7 дней до запланированной даты из-за соображений безопасности и нежелания Словацкого футбольного союза переносить матч на более поздний срок[6].
2. ↑  Суперкубок 2020 года был отменён из-за пандемии COVID-19[7].